# Idiotrephes
Idiotrephes is een geslacht van wantsen uit de familie van de Helotrephidae. Het geslacht werd voor het eerst wetenschappelijk beschreven door Lundblad in 1933.

## Soorten
Het genus bevat de volgende soorten:

- Idiotrephes asiaticus Papáček & Zettel, 2000
- Idiotrephes chinai Lundblad, 1933
- Idiotrephes hainanensis Papáček & Zettel, 2000
- Idiotrephes maior Papácek, 1994
- Idiotrephes mazzoldii Papácek & Kovac, 2001
- Idiotrephes meszarosi Papácek, 1995
- Idiotrephes polhemusi Papáček & Zettel, 2000
- Idiotrephes shepardi Papáček & Zettel, 2000
- Idiotrephes thai Papáček & Zettel, 2000
- Idiotrephes yupae Papáček & Zettel, 2000